# Clemens J. Setz
Clemens J. Setz, né le 15 novembre 1982 à Graz, est un écrivain et traducteur autrichien.

## Biographie
Clemens Setz est né à Graz en 1982, où il vit encore aujourd'hui. En 2001 il a commencé une formation des enseignants pour les études allemandes et les mathématiques à l'Université de Graz, qu'il n'a pas achevé.
Outre ses études, il a publié des poèmes et des récits dans des magazines et des anthologies. En 2007, son premier roman, Sons and Planets, a été publié. En 2008, il a été invité au prix Ingeborg Bachmann, où il a remporté le prix Ernst Willner avec sa nouvelle Die Waage.
Son deuxième roman Die Frequenzen a été nommé pour le Prix du livre allemand en 2009. Pour son recueil d'histoires intitulé Die Liebe zur Zeit des Mahlstädter Kindes (L’Amour au temps de l’enfant de Mahlstadt), Setz a reçu le prix de la Foire du livre de Leipzig en 2011. Son roman Indigo, publié en 2012, a fait partie de la liste des finalistes du Prix du livre allemand, tout comme Die Stunde zwischen Frau und Gitarre (Les femmes sont de guitares (dont on ne devrait pas jouer)) qui a été publié en 2015.
La première de la pièce Frequenzen (d'après le roman de Clemens Setz) a eu lieu le 12 mars 2016 au Schauspielhaus de Graz, sous la direction d'Alexander Eisenach. Sa pièce Erinnya, mise en scène par Claudia Bossard, y a été créée en 2018. Sa pièce Die Abweichungen a été invitée aux journées du théâtre à Mülheim en 2019.
En 2020 il reçoit le Jakob-Wassermann-Literaturpreis (en) et le prestigieux Prix Kleist.
En 2021 il reçoit le prix Georg-Büchner.

## Traductions
Il a publié des traductions en allemand de John Leake: Entering Hades, Edward Gorey: (The Utter Zoo; The Hapless Child; The Osbick Bird) et Scott McClanahan: Sarah.

## Œuvres
- Söhne und Planeten, 2007.
- Die Frequenzen, 2009.
- Die Liebe zur Zeit des Mahlstädter Kindes, 2011.

- traduit en français sous le titre L’Amour au temps de l’enfant de Mahlstadt par Claire Stavaux, Paris, Éditions Jacqueline Chambon, 2012, 269 p.  (ISBN 978-2-330-00937-3)
- Zeitfrauen. (Schöner Lesen Nr. 112.), 2012.
- Indigo, 2012.

- traduit en français sous le titre Le Syndrome indigo par Claire Stavaux, Paris, Éditions Jacqueline Chambon, 2014, 458 p.  (ISBN 978-2-330-03437-5)
- Die Vogelstraußtrompete, 2014.
- Glücklich wie Blei im Getreide, 2015.
- Die Stunde zwischen Frau und Gitarre, 2015.
- Wilhelm-Raabe-Literaturpreis (de) 2015
- traduit en français sous le titre Les femmes sont de guitares (dont on ne devrait pas jouer) par Stéphanie Lux, Arles, France, Éditions Jacqueline Chambon, 2017, 989 p.  (ISBN 9782330081577)
- Verweilen unter schwebender Last. Tübinger Poetik-Dozentur 2015 (avec Kathrin Passig). Swiridoff, Künzelsau 2016.
- Bot: Gespräch ohne Autor. Suhrkamp, Berlin 2018.
- Ein Meister der alten Weltsprache. William Auld (= Zwiesprachen). Wunderhorn, Heidelberg 2018, (conférence au Lyrik Kabinett München).
- Der Trost runder Dinge. Erzählungen. Suhrkamp, Berlin 2019.
- Die Bienen und das Unsichtbare, Suhrkamp, Berlin 2020,  (ISBN 978-3518429655). 416 pp.[7].